# Premio Presidencial de la FIFA
El premio Presidencial de la FIFA fue un galardón honorífico entregado por la FIFA desde 2001 hasta 2014 a todas aquellas personas o entidades que contribuyeron de forma significativa al fútbol.

## Ganadores

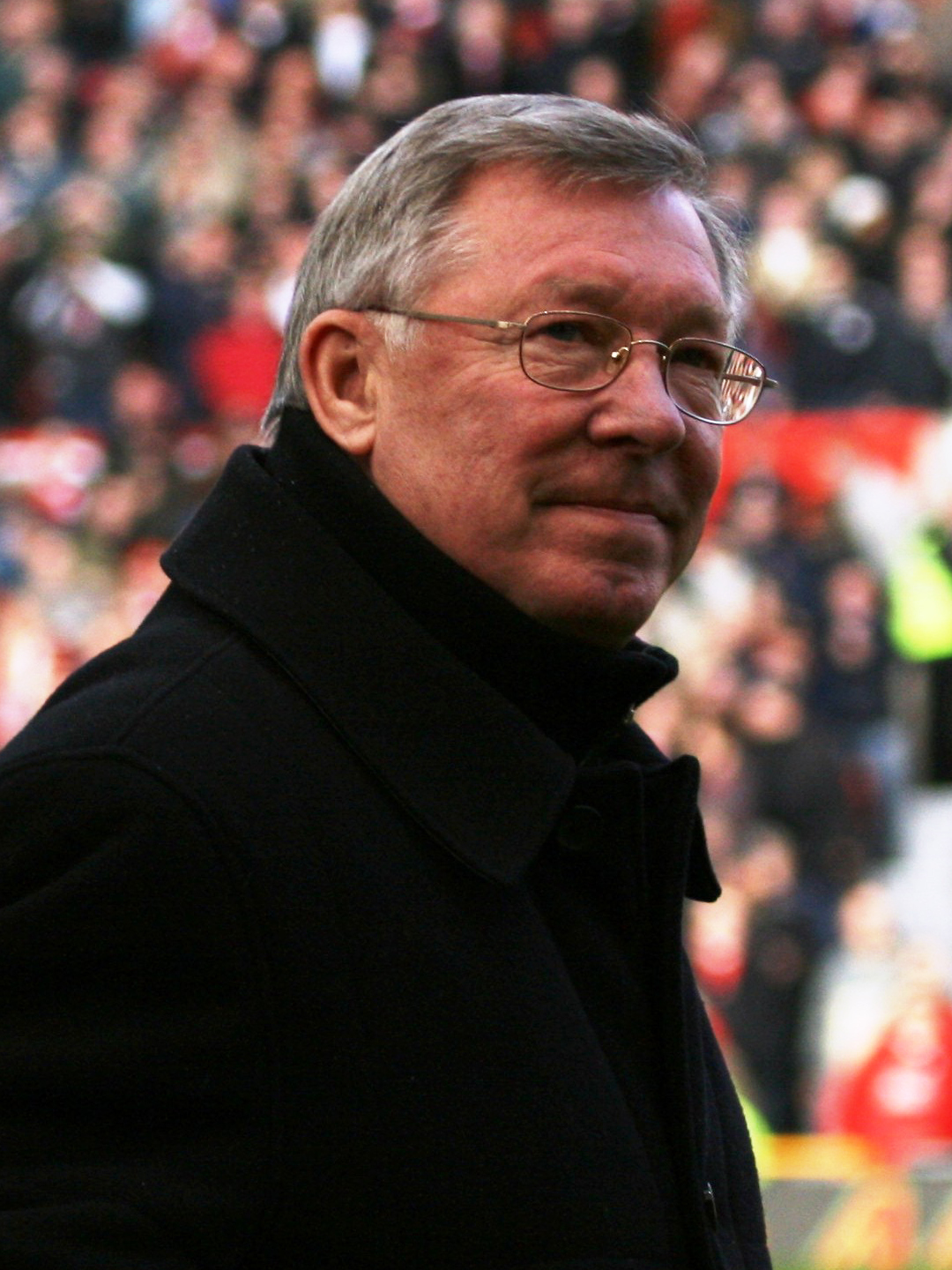
Alex Ferguson fue galardonado en 2011.

| Año  | Personalidad o entidad       | Descripción |
| ---- | ---------------------------- | --- |
| 2001 | Marvin Lee                   | Capitán de la Selección de fútbol de Trinidad y Tobago que quedó paralizado por una lesión durante un partido para dicha selección. |
| 2002 | Parminder Nagra              | Actriz que protagonizó la película Bend It Like Beckham donde actuó como una mujer de Punjabi que creció en Londres y que lucha por jugar el deporte que ama, el fútbol, ya que su familia no lo aprueba. |
| 2003 | Asociación de Fútbol de Irak | La Asociación fue premiada gracias a su determinación por desarrollar el fútbol en su país a pesar de la difícil situación reinante. |
| 2004 | Haití                        | Recibieron la distinción debido al partido jugado contra Brasil para luchar contra la discriminación. |
| 2005 | Anders Frisk                 | Árbitro premiado luego de que se viera obligado a terminar prematuramente su carrera en marzo de ese año debido a las múltiples amenazas y abusos hacia su persona y su familia tras el partido arbitrado por él entre el Barcelona y el Chelsea por la Liga de Campeones de la UEFA.                            |
| 2006 | Giacinto Facchetti           | Presidente del Inter de Milán en su momento, recibió esta distinción de manera póstuma, luego de fallecer tras padecer cáncer de páncreas. |
| 2007 | Pelé                         | En reconocimiento de los 50 años de su debut internacional. |
| 2008 | Fútbol femenino              | Heather O'Reilly recibió la distinción. |
| 2009 | Rania de Jordania            | Recibe la distinción tras la muestra de compromiso dada en 1GOAL: Education for All para promover el acceso a la educación a todos, a través del fútbol. |
| 2010 | Desmond Tutu                 | La labor de Tutu por la concordia de los pueblos, como figura y símbolo de la lucha contra el apartheid, en el país que albergó este año el primer Mundial absoluto de fútbol en suelo africano. |
| 2011 | Alex Ferguson                | Por su dilatada y exitosa carrera en los banquillos, especialmente como técnico del Manchester United, equipo que dirigió durante alrededor de 30 años. |
| 2012 | Franz Beckenbauer            | Joseph Blatter dijo en la ceremonia del galardonado: "El ganador del premio de esta tarde es una personalidad tan extraordinaria que sólo puedo resumir sus éxitos, galardones, méritos y condecoraciones, porque si tuviera que dar la lista completa no acabaría en toda la velada".                           |
| 2013 | Jacques Rogge                | Joseph Blatter dijo en la ceremonia del galardonado: "En tiempos difíciles para el COI, su enfoque de la dirección, refrescante, inteligente y humilde, llevó al Movimiento Olímpico a una época vibrante, cuyos puntos álgidos fueron los Juegos de Salt Lake City, Atenas, Turín, Pekín, Vancouver y Londres". |
| 2014 | Hiroshi Kagawa               | Jugador de fútbol en su juventud, este periodista japonés fue distinguido luego de la cobertura de su décima Copa Mundial de Fútbol, como la fue la de aquel año. |